# اچ‌ام‌اس کراش (۱۷۹۷)
اچ‌ام‌اس کراش (۱۷۹۷) (به انگلیسی: HMS Crash (1797)) یک کشتی است که طول آن ۷۵ فوت ۳ اینچ (۲۲٫۹۴ متر) می‌باشد. این کشتی در سال ۱۷۹۷ ساخته شد.